# Silberne Feder
Die Silberne Feder ist der Jugendbuchpreis des Deutschen Ärztinnenbundes e. V. (DÄB). Die Silberne Feder wird seit 1974 alle zwei Jahre vom Deutschen Ärztinnenbund vergeben. Der Deutsche Ärztinnenbund würdigt mit diesem Preis herausragende Darstellungen in der Kinder- und Jugendliteratur, die sich mit dem Thema Gesundheit und Krankheit auseinandersetzen. Der Preis kann einem Bilderbuch, einem erzählenden Buch oder einem Sachbuch zuerkannt werden und ist mit 2000 Euro dotiert (Stand 2021).

## Preisträger
- 1976: Edi Lanners / Noldi Lutz für das Foto-Bilderbuch Meine Augen
- 1978: Barbara Bronnen für Wie mich mein Kind bekommen hat
- 1980: Irina Korschunow für Die Sache mit Christoph
- 1982: Katrin Arnold / Renate Seelig für Anna macht mit
- 1984: Ursula Fuchs für Wiebke und Paul
- 1989: Renate Welsh für Drachenflügel und das Foto-Bilderbuch Stefan
- 1999: Hermann Schulz für Auf dem Strom
- 2001: Stefan Casta für Der Fall Mary-Lou
- 2003: Helene Kynast für Sunshine
- 2005: Michael Dudok de Wit für sein Bilderbuch Vater und Tochter
- 2007: Guus Kuijer für Ein himmlischer Platz
- 2011: Martin Baltscheit für Die Geschichte vom Fuchs, der den Verstand verlor
- 2013: Susan Kreller für Elefanten sieht man nicht
- 2015: Andreas Steinhöfel für Anders
- 2017: Anna Woltz (Autorin) und Andrea Kluitmann (Übersetzerin) für Gips oder Wie ich an einem einzigen Tag die Welt reparierte
- 2019: Gro Dahle und Svein Nyhus sowie Christel Hildebrandt (Übersetzerin) für Bösemann
- 2021: Espen Dekko (Autor) und Karoline Hippe (Übersetzerin) für Sommer ist trotzdem
- 2023: Manuela Inusa für Morgen und die Ewigkeit danach, sowie Monika Utnik-Strugala (Text) und Piotr Socha (Illustration) für Das Buch vom Dreck